# City Concorde
City Concorde is een overdekt winkelcentrum aan de Route de Longwy in Gelfent in de gemeente Bertrange in Luxemburg. Het winkelcentrum behoort tot de grootste van Luxemburg en werd geopend in 1974, waarna het centrum verschillende keren werd uitgebreid tot 45.000 m². Tussen 2016 en 2018 vond de laatste uitbreiding plaats, waarbij de verkoopvloeroppervlakte met nog eens 5.000 m² toenam tot in totaal 50.000 n². Bij deze uitbreiding werden de hoofdingangen geaccentueerd met een glazen gevel over 2 verdiepingen. Ook werd een ondergrondse parkeergarage over 2 verdiepingen toegevoegd.
Het winkelcentrum huisvest meer dan 100 winkels en restaurants over de kelder, begane grond en 1e verdieping. Op de 2e verdieping is een fitnescentrum en een bar-restaurant gevestigd. De belangrijkste huurders zijn de modewinkel Bram en hypermarkt Cora.
Het winkelcentrum is eigendom van de Luxemburgse beheersmaatschappij Concorde Bram.